# Irazú
Der Irazú, in der indigenen Sprache Iaratzu („grollender Berg“), ist mit 3432 m der höchste Vulkan Costa Ricas. Der Schichtvulkan (Stratovulkan) zählt zu den gefährlichsten und unberechenbarsten Vulkanen des Landes.
Er brach im Jahre 1994 das letzte Mal aus mit der Stärke 2 auf dem Vulkanexplosivitätsindex (VEI). Einen Ausbruch der Stärke 3 gab es 1963. Während dieser Ausbruchsphase, die bis 1965 dauerte, schossen immer wieder mit Lavastaub und Steinen beladene Dampfwolken bis zu 500 Meter hoch in den Himmel.
Bei einem weiteren Ausbruch könnten seine Aschewolken die dicht bevölkerte Hauptstadt dieses zentralamerikanischen Landes, San José, erreichen.
Der Vulkan gehört zu denjenigen, die in ihrem Kratersee einen durch Regen gespeisten Säuresee beherbergen. Er ist von grüner Farbe. Die Gefahren, die von diesem Vulkan ausgehen, betreffen vor allem einen Bergsturz der dünnen Kraterwand. Dann würden mehrere Millionen Tonnen Gestein abrutschen und der Säuresee ausfließen.
Eine Besonderheit dieses Vulkans ist, dass man von seiner Spitze aus an klaren Tagen zwei Meere, das Karibische Meer und den Pazifik, sehen kann.